# Dipartimento di Río Segundo

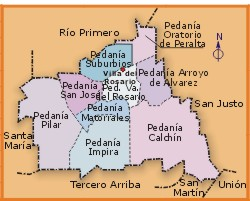
Pedanie del dipartimento

Río Segundo è un dipartimento argentino, situato nella parte centrale della provincia di Córdoba, con capoluogo Villa del Rosario.

## Geografia fisica
Esso confina a nord con il dipartimento di Río Primero, ad est con quello di San Justo, a sud con i dipartimenti di General San Martín e Tercero Arriba, ad ovest con quello di Santa María.
Il dipartimento è suddiviso nelle seguenti pedanie: Arroyo de Álvarez, Cachín, Impira, Matorrales, Oratorio de Peralta, Pilar, San José, Suburbios e Villa del Rosario.

## Società

### Evoluzione demografica
Secondo il censimento del 2001, su un territorio di 4.970 k m², la popolazione ammontava a 95.803 abitanti, con un aumento demografico del 13,52% rispetto al censimento del 1991.

## Amministrazione
Nel 2001 il dipartimento comprendeva:
- 4 comuni (comunas in spagnolo):
  - Colonia Videla
  - Impira
  - Los Chañaritos
  - Rincón
- 17 municipalità (municipios in spagnolo):
  - Calchín
  - Calchín Oeste
  - Capilla del Carmen
  - Carrilobo
  - Colazo
  - Costa Sacate
  - Laguna Larga
  - Las Junturas
  - Luque
  - Manfredi
  - Matorrales
  - Oncativo
  - Pilar
  - Pozo del Molle
  - Río Segundo
  - Santiago Temple
  - Villa del Rosario